# Strange Journey Volume One
Strange Journey Volume One är ett studioalbum av den amerikanska hiphopgruppen CunninLynguists, utgivet 24 mars 2009.

## Låtlista
| Nr | Title                                  | Producer | Performers                                                  |
| -- | -------------------------------------- | -------- | ----------------------------------------------------------- |
| 1  | "Departure"                            | Kno      | (Interlude)                                                 |
| 2  | "Nothing But Strangeness"              | Kno      | Deacon the Villain, Natti, Looptroop Rockers, Hilltop Hoods |
| 3  | "Lynguistics (Live in Stockholm)"      | Kno      | Kno, Deacon the Villain                                     |
| 4  | "Move"                                 | Kno      | Deacon the Villain, Natti                                   |
| 5  | "Spark My Soul"                        | Kno      | Inverse, Substantial                                        |
| 6  | "Never Come Down (The Brownie Song)"   | Kno      | Deacon the Villain, Natti                                   |
| 7  | "Hypnotized"                           | Kno      | Deacon the Villain, Natti, PackFM, Club Dub                 |
| 8  | "Dance for Me (Remix)"                 | Kno      | Deacon the Villain, Natti                                   |
| 9  | "Die for You"                          | Kno      | Mr. SOS                                                     |
| 10 | "White Guy Mind Tricks"                | Kno      | (Interlude)                                                 |
| 11 | "Georgia (Remix)"                      | Kno      | Killer Mike, Khujo Goodie                                   |
| 12 | "K.K.K.Y. (Remix)"                     | Kno      | Skinny DeVille, Fischscales, Young Chu, Sheisty Khrist      |
| 13 | "Don't Leave (When Winter Comes)"      | Kno      | Deacon the Villain, Slug, Natti                             |
| 14 | "The Distance"                         | Kno      | Tonedeff                                                    |
| 15 | "Broken Van (Thinking of You)"         | Kno      | Deacon the Villain, Natti, Mac Lethal                       |
| 16 | "Billy Joe's Garage (To Be Continued)" | Kno      | (Interlude)                                                 |

## Singlar

### Don't Leave (When Winter Comes)
1. "Don't Leave (When Winter Comes)" - 4:07
2. "Nothing But Strangeness" - 3:18

### Fotnoter
1. ↑  ”Strange Journey Volume One”. Discogs.com. http://www.discogs.com/CunninLynguists-Strange-Journey-Volume-One/master/237176. Läst 6 maj 2012.